# 阳澄湖大闸蟹
阳澄湖大闸蟹，是指产于阳澄湖的中华绒螯蟹，虽然各地的大闸蟹基本品种相同，但是由于水域和养殖方法的不同，在外观、口味，甚至售价上都会有所区别，而阳澄湖大闸蟹是公认知名度最高的大闸蟹品种，是中国政府为保护源产地优质产品的中国地理标志产品，而阳澄湖也已成为了大闸蟹的代名词。

## 卖点
阳澄湖是海水与淡水在长江交汇所遇到的第一个湖泊，水位常年稳定在2米左右，地形复杂、光照充足，湖内有着丰富的生物品种，湖边则是遍地稻谷，水草丰富、螺蛆更肥，独特的地理条件为大闸蟹的生长提供了良好的环境。
阳澄湖所产的大闸蟹有四大特征，分别是「青背、白肚、黄毛、金爪」，阳澄湖的蟹壳呈青灰色，平滑而有光泽；贴泥的肚脐晶莹洁白，没有黑色斑点；蟹腿毛长显黄色，根根挺拔；蟹爪为金黄色，坚挺有力，放在玻璃上能八足挺立。

## 食用

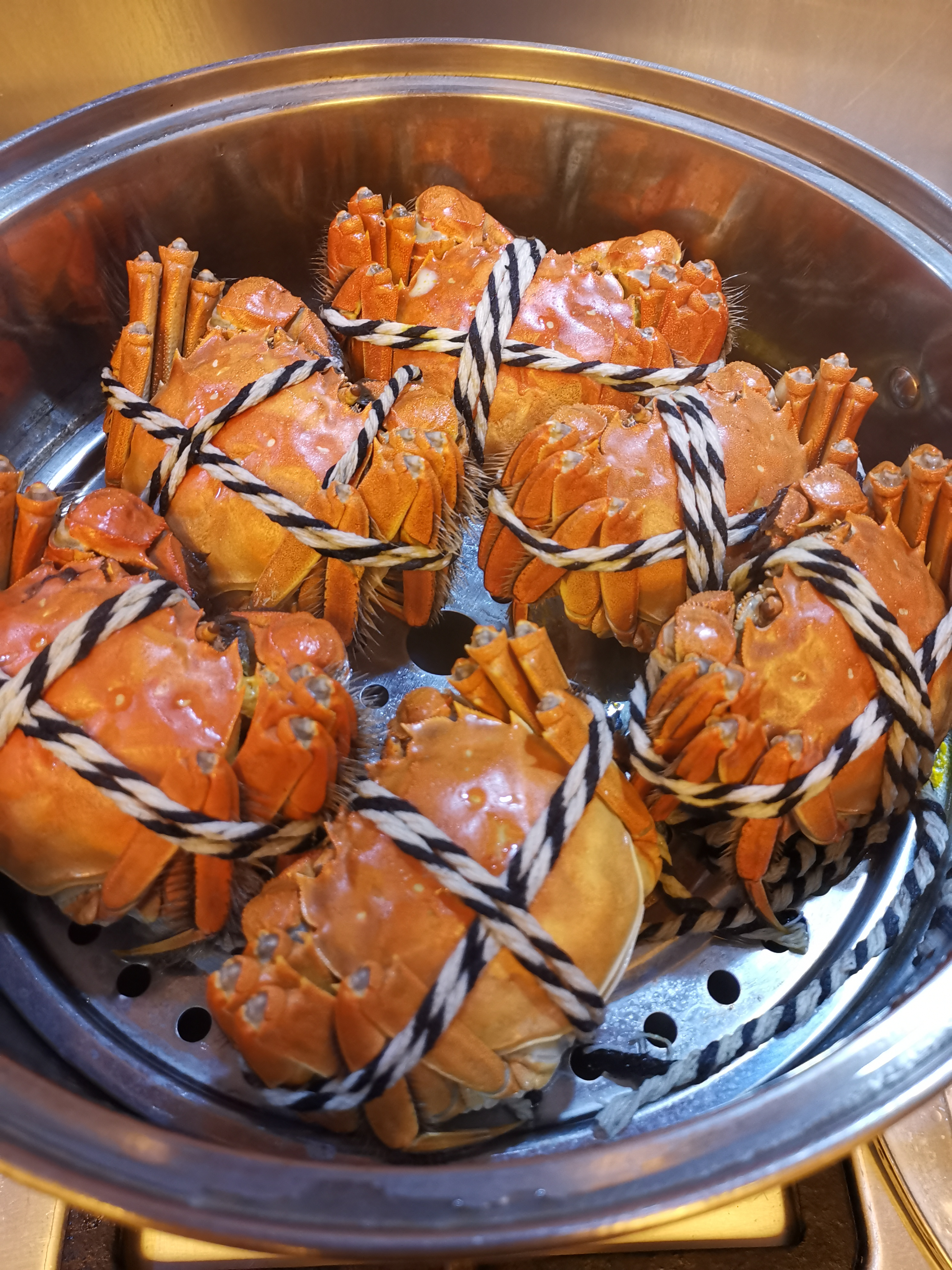
蒸好的阳澄湖大闸蟹

阳澄湖大闸蟹肉质细嫩，蛋白质、脂肪、碳水化合物和维生素A等营养成分特别丰富。阳澄湖大闸蟹含有钾、纳、钙、镁、锰、铁、铜、锌、磷等微量元素，还富含17种氨基酸，其中包括五种人体必须氨基酸。
阳澄湖大闸蟹肌肉、肝脏以及性腺三大可食用部分共占体重的36.72%，壳、鳃、胃及心脏四大非可食用部分共占体重的53.26%。
由于阳澄湖雄蟹的壳重、体重比例较大，雌蟹的可食部分比雄蟹要高出5－6%。雌蟹的脂肪明显高于雄蟹，这与雌蟹卵巢中富含脂肪有关。雄蟹的微量元素、氨基酸含量明显高于雌蟹。

### 食蟹文化影响
阳澄湖大闸蟹自古就受到食客的青睐，形成了独特的食蟹文化。几百年前的古人就已经视阳澄湖蟹为「生平独此求」，以食之作为享受口福之乐。章太炎夫人汤国黎女士有诗曰：“不是阳澄蟹味好，此生何必住苏州！”清代的李漁說：“螃蟹終身一日皆不能忘之，至其可嗜、可甘與不可忘之故，則絕口不能形容之。”“蟹之鮮而肥，甘而膩，白似玉，而黃似金，已達色、香、味三者之至極，更無一物可以上之。”。金庸每年秋季都会购买数百斤的大闸蟹招待宾客，且每次都指定要阳澄湖大闸蟹。

## 品牌维护
由于阳澄湖大闸蟹的品牌价值导致其价格要远高于其他同类品种，所以在中国市场上冒充阳澄湖大闸蟹的现象十分普遍。据统计，中国每年的大闸蟹养殖年产量约为57.4万吨，淡水捕捞的大闸蟹产量为5.3万吨，共计62.7万吨。而阳澄湖大闸蟹年产量只有2000吨左右，产量只占江苏省大闸蟹养殖产量的0.7%，全国大闸蟹总产量的0.3%。

### 成立行业协会
2002年，苏州市成立了「苏州市阳澄湖大闸蟹行业协会」，协会主要职能是确保阳澄湖大闸蟹产品质量，并实施品牌销售。为了防止其他产地的大闸蟹冒充阳澄湖大闸蟹售卖欺骗买家，阳澄湖大闸蟹行业协会将每只阳澄湖大闸蟹佩戴了“防伪戒指”，防伪款式会每年变化，消费者就通过防伪热线进行查询，如买到冒牌货，可进行投诉。除此以外，阳澄湖大闸蟹还是用过激光防伪、钳和防伪等多种技术，采取产品集中中转，蟹农凭IC卡到中转站交售等品牌销售运作模式。
近年来，阳澄湖大闸蟹售假的情况愈加严重，有不法分子也会仿造防伪蟹扣并通过网上出售。而一些产自其他产区的大闸蟹，则可以为螃蟹戴上真防伪蟹扣，用印有“阳澄湖”的包装礼盒包装。

## 状况
如今，阳澄湖大闸蟹已成为当地出口创汇的重要来源。销售网点在全国已有2000多个，遍及全国133个大中城市，并已经运销港澳台以及日本、韩国、东南亚等国家。创造了可观的经济效益，养蟹业已成为阳澄湖当地百姓致富的一条捷径。

### 蟹品竞争
也有观点表明，阳澄湖大闸蟹的品质已经不再是一枝独秀了。目前，所有的阳澄湖大闸蟹都是在笼箱里圈养的，靠蟹农投料而生，与其他地区所产的大闸蟹品质区别不大。2007年，上海水产大学举办的「首届全国河蟹大赛」中，得到冠军的一对蟹并不是来自于阳澄湖。随着现代科学养殖技术的提升与普及，从往届「全国河蟹大赛」的获奖情况来看，最好的产地，已经转向长江中游和淮河下游的湖区。